# High Society (serie de televisión)
High Society (en hangul, 상류사회) titulada en español como Alta sociedad, es una serie de televisión surcoreana emitida durante 2015 y protagonizada por Uee de la banda After School, Sung Joon, Park Hyung Sik de la banda ZE:A y Lim Ji Yeon.
Fue trasmitida por Seoul Broadcasting System desde el 8 de junio hasta el 28 de julio de 2015, con una longitud final de 16 episodios emitidos las noches de cada lunes y martes a las 21:55 (KST).

## Argumento
Jang Yoon Ha (Uee) es la hija menor de una familia chaebol. A pesar de su riqueza, trabaja a tiempo parcial en un mercado de alimentos y su oculta la verdadera identidad como una heredera, porque todo lo que ella realmente quiere es encontrar a un hombre que la ame por sí misma y no el dinero.
Choi Joon Ki (Sung Joon) creció en la pobreza extrema, y tiene una enorme rencor por sus pobres padres que son menospreciados. Ahora trabaja como gerente de nivel medio para un conglomerado, Joon Ki es inteligente y talentoso, pero tiene la creencia de que el amor es un lujo sólo para los ricos.

## Reparto

### Principal
- Uee como Jang Yoon Ha.
- Sung Joon como Choi Joon Ki.
- Park Hyung Sik como Yoo Chang Soo.
- Lim Ji Yeon como Lee Ji Yi.

### Secundario
Familia de Yoon Ha
- Yoon Joo Sang como Jang Won Sik.
- Go Doo Shim como Min Hye Soo.
- Lee Sang-woo como Jang Kyung-joon (episode 1-4, 15-16).
- Yoon Ji Hye como Jang Ye Won.
- Yoo So Young como Jang So Hyun.
- Bang Eun Hee como Kim Seo Ra.

Familia de Joon Ki
- Nam Myung Ryul como Choi Young Ho.
- Yang Hee Kyung como Lee Min Sook.

### Otros
- Choi Yong Min como Hong Yi Sa.
- Sul Ji Yoon como Kim Gwa Jang.
- Lee Seung Hyung como Song Yi Sa.
- Lee Moon Jung como Min Jung.
- Kwon Soo-hyun como Lee Tae-Gun.

Apariciones especiales
- Park Jung Soo.
- Jo Jung Sik.
- Kim Mi Ryeo.

## Recepción

### Audiencia
| Ep. #    | Share               | Promedio de audiencia | Promedio de audiencia | Promedio de audiencia | Promedio de audiencia |
| Ep. #    | Share               | TNmS Ratings          | TNmS Ratings          | AGB Nielsen           | AGB Nielsen           |
| Ep. #    | Share               | Nacional              | Seúl                  | Nacional              | Seúl                  |
| -------- | ------------------- | --------------------- | --------------------- | --------------------- | --------------------- |
| 1        | 8 de junio de 2015  | 6.7 %                 | 7.6 %                 | 7.3 %                 | 7.7 %                 |
| 2        | 9 de junio de 2015  | 6.9 %                 | 8.4 %                 | 7.0 %                 | 7.6 %                 |
| 3        | 15 de junio de 2015 | 6.7 %                 | 8.8 %                 | 7.7 %                 | 9.1 %                 |
| 4        | 16 de junio de 2015 | 6.9 %                 | 8.8 %                 | 8.2 %                 | 9.9 %                 |
| 5        | 22 de junio de 2015 | 7.6 %                 | 9.5 %                 | 9.1 %                 | 10.4 %                |
| 6        | 23 de junio de 2015 | 7.8 %                 | 10.2 %                | 9.8 %                 | 11.3 %                |
| 7        | 29 de junio de 2015 | 7.1 %                 | 8.2 %                 | 9.1 %                 | 10.9 %                |
| 8        | 30 de junio de 2015 | 7.6 %                 | 9.4 %                 | 8.9 %                 | 9.8 %                 |
| 9        | 6 de julio de 2015  | 7.3 %                 | 9.3 %                 | 9.4 %                 | 10.9 %                |
| 10       | 7 de julio de 2015  | 7.0 %                 | 9.3 %                 | 9.2 %                 | 10.2 %                |
| 11       | 13 de julio de 2015 | 7.3 %                 | 9.6 %                 | 9.4 %                 | 10.5 %                |
| 12       | 14 de julio de 2015 | 7.8 %                 | 10.5 %                | 9.6 %                 | 10.4 %                |
| 13       | 20 de julio de 2015 | 7.4 %                 | 9.1 %                 | 9.5 %                 | 10.7 %                |
| 14       | 21 de julio de 2015 | 8.3 %                 | 10.3 %                | 9.8 %                 | 10.7 %                |
| 15       | 27 de julio de 2015 | 8.4 %                 | 10.2 %                | 9.7 %                 | 10.7 %                |
| 16       | 28 de julio de 2015 | 8.7 %                 | 11.2 %                | 10.1 %                | 11.1 %                |
| Promedio | Promedio            | 7.5 %                 | 9.4 %                 | 9.0 %                 | 10.1 %                |

## Banda sonora
- Acoustic Collabo - «Don't Do That».
- Jung Yup - «One Shining Day».
- One Shining Day - «I Can't Live Without You...».
- Park Hyung Sik (ZE:A) - «You're My Love».

## Emisión internacional
- Francia: Gong (2016).
- Hong Kong: Now Entertainment (2015).
- Taiwán: EBC (2016).